# Antoni Jabłoński-Jasieńczyk

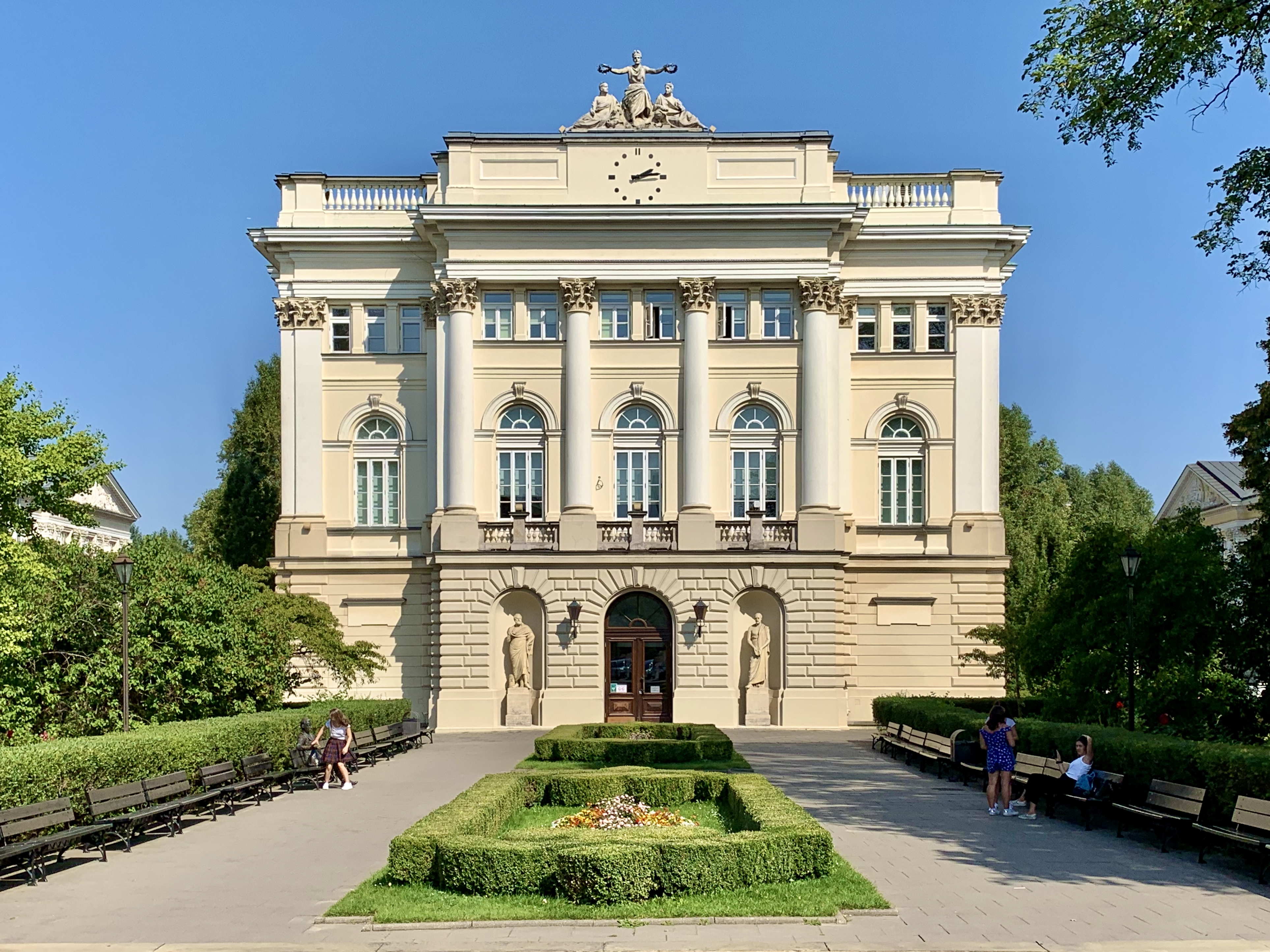
Stary budynek biblioteki UW

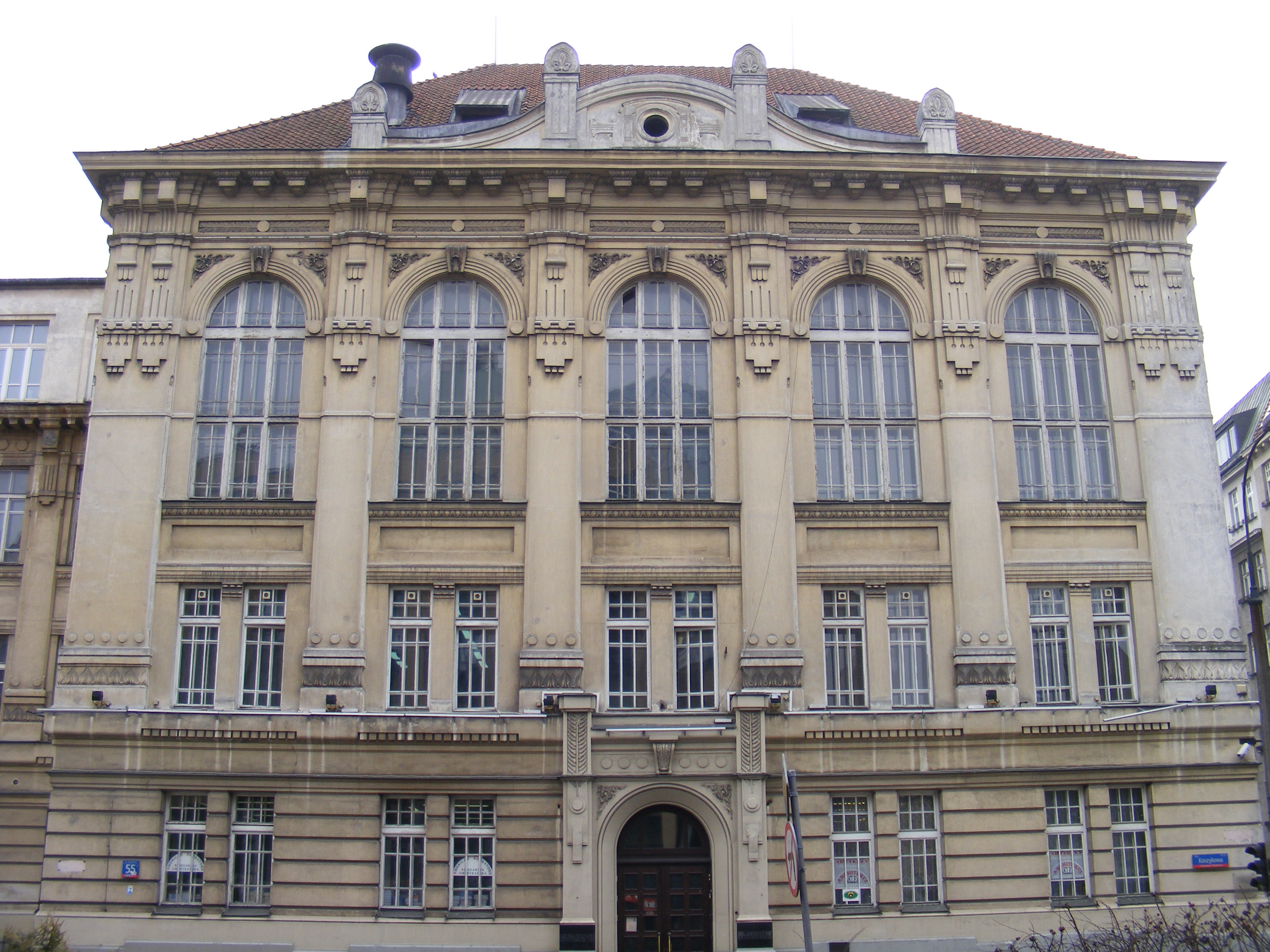
Gmach Wydziału Architektury Politechniki Warszawskiej

Antoni Jabłoński-Jasieńczyk (ur. 12 lipca 1854 w Kaliszu, zm. 14 maja 1918) – polski architekt i budowniczy, wykładowca historii architektury w Szkole Technicznej K. Świecimskiego.

## Życiorys
Absolwent Gimnazjum w Kaliszu. W 1881 ukończył studia w Akademii Sztuk Pięknych w Petersburgu ze stopniem budowniczego kl. I.
W 1883 objął stanowisko budowniczego Uniwersytetu Warszawskiego, a w 1888 budowniczego rządu guberni warszawskiej. W latach 1900–1902 w Szkole Technicznej K. Świecimskiego prowadził wykłady z historii architektury.
Autor wielu projektów architektonicznych w Warszawie i w Polsce.

## Prace
- biblioteka Uniwersytetu Warszawskiego (razem ze Stefanem Szyllerem, 1894)
- gmach prosektorium u zbiegu ul. Oczki i Chałubińskiego (1899–1901)
- gimnazjum przy ul. Kapucyńskiej 21 razem ze Stefanem Szyllerem (1892–1902)
- gmach Wydziału Architektury Politechniki Warszawskiej ul. Koszykowej 55, pierwotnie V Gimnazjum Męskie (1905−1913)[3]
- przebudowa w stylu neobarokowym pałacu Dietla w Sosnowcu (po 1900)
- Gmach Poczty Głównej przy pl. Wareckim 8 w Warszawie (1912–1916)
- dom własny, ul. Mokotowska 12 w Warszawie